# Jacobo Grinberg
Jacobo Grinberg Zylberbaum (* 12. Dezember 1946 in Mexiko-Stadt; verschwunden am 8. Dezember 1994) ist ein mexikanischer Neurophysiologe und Psychologe. Er beschäftigte sich mit verschiedenen parawissenschaftlichen Themen und publizierte über 50 Bücher zu Themen wie Bewusstsein, Schamanismus, Telepathie und Meditation. Sein rätselhaftes Verschwinden im Jahr 1994 wurde zum Inhalt von Verschwörungstheorien.

## Biografie
Jacobo Grinberg-Zylberbaum wurde 1946 in Mexiko-Stadt in eine Familie jüdisch-polnischer Abstammung geboren. Im Alter von zwölf Jahren beschloss er, das menschlichen Gehirn zu studieren, nachdem seine Mutter an einem Hirntumor gestorben war. 1963 reiste er nach Israel, wo er ein Jahr in einem Kibbuz lebte und sich in seine erste Frau, Lizette Arditti, verliebte. In Israel beschäftigte er sich außerdem mit den Lehren der Kabbala, angeregt durch einen Besuch der heiligen Stadt Safed in Galiläa. Er studierte Psychologie an der Nationalen Autonomen Universität von Mexiko (UNAM). 1968 gründete er das Labor für Psychophysiologie an der Universität Anáhuac. Er ging in den 1970er Jahren nach New York City, um am Brain Research Laboratory der New York University Psychophysiologie zu studieren. In seiner Doktorarbeit beschäftigte er sich mit den elektrophysiologischen Auswirkungen geometrischer Reize auf das menschliche Gehirn. Nach seiner Doktorarbeit kehrte er 1977 nach Mexiko zurück und lehrte an der UNAM, wo er das Nationale Institut für Bewusstseinsforschung (Instituto Nacional para el Estudio de la Conciencia) gründete, das die meisten seiner Bücher publizierte.
Grinbergs Forschung konzentrierte sich auf den Bereich der Parawissenschaften, wobei er versuchte, Phänomene wie Telepathie, außerkörperliche Erfahrungen und Schamanismus mit wissenschaftlichen Experimenten zu untersuchen. Er behauptete, mit seinen Experimenten beweisen zu können, dass Telepathie möglich sei und dass sich die Gehirnstruktur von Schamanen von denen gewöhnlicher Menschen unterscheiden würde. Dabei arbeitete er auch mit umstrittenen Personen zusammen, wie der angeblichen Geistheilerin Bárbara Guerrero (bekannt als Pachita). Grinberg befasste sich auch eingehend mit den energetischen Techniken meditativer Zustände und deutete an, dass US-Militärbehörden Interesse an seiner Arbeit gehabt hätten. Er beschäftige sich ausführlich mit den schamanistischen Traditionen Mesoamerikas und veröffentlichte 1986 sein sechsbändige Magnus Opum Los chamanes de México.
1994 begann Grinberg die linke indigene Zapatistabewegung zu unterstützten. Er litt zunehmend unter Paranoia und Wahnvorstellungen. Jacobo Grinberg wurde nach dem 8. Dezember 1994 nicht mehr gesehen. Am 12. Dezember bereitete seine Familie für ihn eine Feier zu seinem 48. Geburtstag vor, aber er erschien nicht. Es war üblich, dass er spontane Reisen unternahm oder einfach tagelang nicht ans Telefon ging, weshalb seine Abwesenheit seiner Familie anfangs nicht merkwürdig erschien, welche ihn erst 1995 als vermisst meldete. Nach seinem Verschwinden kamen wilde Verschwörungstheorien auf, so wurden Geheimdienste wie die CIA oder sogar Außerirdische hinter seinem Verschwinden vermutet. Noch rätselhafter wurde der Fall, als 1995 auch Grinbergs zweite Frau, Teresa Mendoza, spurlos verschwand. Eine Untersuchung des Falles durch Clemente Padilla, einem der führenden Ermittler des Landes, wurde auf dubiose Weise eingestellt, angeblich auf Druck von Präsident Ernesto Zedillo. Grinberg blieb verschwunden, auch wenn es Berichte über eine angebliche Sichtung von Grinberg in New Mexico gab.

## Theorien
Jacobo Grinberg entwickelte eine Theorie des Bewusstseins, die als "Synthetische Theorie des Bewusstseins" bekannt ist. Zentrale These ist, dass es eine grundlegende, nicht-materielle Realität gibt – ein sogenanntes Lattice (Gitternetz) –, das alle Informationen über das Universum enthält. Das Gehirn wirkt laut Grinberg wie ein Filter oder Projektor, der aus diesem Gitternetz eine individuelle, konsistente Realität konstruiert. Von der "wahren Realität" kann der menschliche Geist dabei nur einen Bruchteil wahrnehmen. Bewusstsein entsteht demnach laut Grinberg durch die Interaktion zwischen Gehirn und diesem informativen Feld, nicht durch rein neuronale Prozesse.  
Vom wissenschaftlichen Mainstream wurden seine Theorien und Experimente nicht anerkannt, auch aufgrund seiner Weigerung sie einer unabhängigen Prüfung zu unterziehen, hatten allerdings einen gewissen Einfluss auf die Grenzwissenschaften. Einige seiner Ideen weisen auch gewisse Ähnlichkeiten mit der Simulationshypothese auf, welche im 21. Jahrhundert zu einem beliebten philosophischen Gedankenspiel wurde.

## Mediale Rezeption
Das Leben und mysteriöse Verschwinden von Grinberg war Inhalt des Dokumentarfilms El secreto del doctor Grinberg von Ida Cuéllar aus dem Jahr 2020.

## Bibliografie
- La experiencia interna; Trillas (1975) INPEC (1987)
- La construcción de la realidad; Trillas (1975) INPEC (1987)
- Las creaciones de la existencia; Trillas (1976)
- El vehículo de las transformaciones; Trillas (1976)
- Más allá de los lenguajes; Trillas (1976)
- Psicofisiología del aprendizaje; Trillas (1976)
- Nuevos principios de psicología fisiológica; Trillas (1976)
- El despertar de la conciencia; Trillas (1978)
- Los fundamentos de la experiencia; Trillas (1978)
- El cerebro consciente; Trillas (1979)
- Bases psicofisiológicas de la memoria y el aprendizaje I: Fase de la memoria; Trillas (1979)
- Bases psicofisiológicas de la memoria y el aprendizaje II: La localización de la memoria; Trillas (1979)
- Bases psicofisiológicas de la memoria y el aprendizaje III: Naturaleza de la memoria; Trillas (1980)
- Bases psicofisiológicas de la percepción visual I: Estructuras subcorticales; Trillas (1981)
- El espacio y la conciencia; Trillas (1981)
- Las manifestaciones del ser I: Pachita; Edomex (1981)
- Las manifestaciones del ser II: Cuauhtemoctzin; Edomex, Mexiko (1982)
- La luz angelmática; Edamex (1983) INPEC (1988)
- En busca del ser; INPEC (1987–1990)
- Correlativos electrofisiológicos de la comunicación humana. Facultad de Medicina. UNAM. Doktorarbeit (1987)
- Meditación autoalusiva; INPEC (1987–1990)
- Retorno a la luz; SEP (1987)
- La expansión del presente; INPEC (1988)
- Creation of Experience; INPEC (1988)
- Psicofisiología del poder; INPEC  1988.
- Cantos de ignorancia iluminada;. INPEC, México (1988)
- Los chamanes de México I: psicología autóctona mexicana; Alpa Corral, (1987) INPEC (1990)
- Los chamanes de México II: misticismo indígena; Alpa Corral (1987)
- Los chamanes de México III: Pachita; INPEC (1989) Heptada, Madrid, Spanien (1990)
- Los chamanes de México IV: la cosmovisión de los chamanes; INPEC (1988)
- Los chamanes de México V: el cerebro y los chamanes; INPEC (1989)
- Los chamanes de México VI: la voz del ver; INPEC (1989)
- Los chamanes de México VII: el doble; INPEC (1990)
- La creación de la experiencia. Los Libros del Comienzo, Madrid, Spanien (1990)
- Técnicas de meditación trascendente; Heptada, Madrid, Spanien (1990)
- La conquista del templo; Heptada, Madrid, Spanien (1990)
- La meditación; INPEC (1991)
- Fluir en él sin yo; INPEC (1991)
- La teoría sintérgica; INPEC (1991)
- La batalla por el templo; INPEC (1991)
- La fuerza vital del cielo anterior; INPEC (1991)
- El prototipo; INPEC, México (1991)
- Recontre avec les Chamans du Mexique; Editions Le Mail, Aix en Provence, Frankreich (1994)
- El sabor de la iluminación; Sirio (1994)
- El yo como idea; INPEC-UNAM (1994)